# Luigi Einaudi (diplomaat)
Luigi Roberto Einaudi (Cambridge, Massachusetts, 1 maart 1936) is een Amerikaans diplomaat. Hij werd in oktober 2004 assistent  secretaris-generaal van de Organisatie van Amerikaanse Staten (OAS) na het aftreden van secretaris-generaal Miguel Ángel Rodríguez.

## Biografie

### Jonge jaren en onderwijs
Einaudi is een Italiaans-Amerikaan en werd op 1 maart 1936 geboren in Cambridge, Massachusetts. Hij is de kleinzoon van de Italiaanse president Luigi Einaudi. Hij studeerde aan de Harvard University en behaalde daar zijn bachelor in 1957. Hij was tussen 1957 en 1959 in militaire dienst en werkte daarna in het Woodrow Wilson International Centre for Scholars. Tussen 1962 en 1974 was hij onderzoeker bij de RAND Corporation in Santa Monica, Californië, en promoveerde rond 1966/1967 aan Harvard. 

### Carrière
Vanaf de jaren zeventig was Einaudi hoofd van de beleidsplanning voor Latijns-Amerika op het ministerie van Buitenlandse Zaken. Tijdens zijn werk daar ontmoette hij Vladimiro Montesinos – destijds kapitein in het Peruaanse leger – tijdens een operatie van de CIA en zorgde voor de komst van Montesinos naar Washington D.C. en die daar tijdelijk gevangen werd genomen. 
Einaudi heeft lesgegeven aan Harvard, de Wesleyan University, de Universiteit van California in Los Angeles en de Georgetown University, en doceerde aan andere universiteiten en andere verenigingen in de Verenigde Staten, Latijns-Amerika en Europa. Einaudi heeft artikelen en monografieën geschreven. Hij was de belangrijkste auteur van het boek Beyond Cuba, Latin America Takes Charge of Its Future (1974).
Van 1989 tot 1993 was Einaudi ambassadeur bij de Organisatie van Amerikaanse Staten. Hij werd in juni 2000 met een stemverhouding van 27-7 verkozen tot assistent secretaris-generaal tijdens de 30e reguliere zitting van de Algemene Vergadering van de OAS, gehouden in Windsor, Ontario, Canada. Hij nam in oktober 2004 de functie van waarnemend secretaris-generaal van de Organisatie van Amerikaanse Staten (OAS) op zich na het aftreden van secretaris-generaal Miguel Ángel Rodríguez.
Daarna werd Einaudi lid van de denktank Council on Foreign Relations en zit hij in het bestuur van onderwijs- en non-profitinstellingen in de Verenigde Staten en Italië, waaronder de Fondazione Luigi Einaudi (Turijn), genoemd naar zijn grootvader, de tweede naoorlogse president van Italië.

### Persoonlijk
Einaudi is getrouwd met Carol Ann Peacock, een advocaat gespecialiseerd in intellectueel eigendom.  Ze hebben vier kinderen en tien kleinkinderen.